# Zuhanás (Odaát)
A Zuhanás (Phantom Traveler) az Odaát című televíziós sorozat első évadának negyedik epizódja.

## Cselekmény
Dean telefonhívást kap apjuk egyik régi, légitársaságnál dolgozó barátjától, Jerry Panowskitől, aki arra kéri a fivéreket, vizsgálják meg a nemrégiben lezuhant repülőgépük, a TransNational 2485-ös járat tragédiájának körülményeit, ugyanis szerinte valami természetfeletti erő is szerepet játszott a szerencsétlenségben. A hét túlélő állítása szerint ugyanis a gép ajtaját egy férfi, George Phelps szabta ki puszta erejével, akinek szeme koromfekete volt. 
A Winchester fiúk így Pennsylvania államba utaznak, ahol személyesen is találkoznak a légiforgalmi irányító Jerry-vel, így hozzájutnak a lezuhant repülő feketedobozának hangfelvételéhez, melyen a hatalmas káosz előtt egy hátborzongató hang azt mondja, nem lesznek túlélők. A fivérek meglátogatnak néhány túlélőt is, azok elmondottai alapján biztosra vélik, hogy egy embereket megszálló démon áll a háttérben. Dean ugyan megpróbálja telefonon értesíteni apját, ám annak szokás szerint csak az üzenetrögzítője válaszol.
Időközben a 2485-ös életben maradt pilótája, Chuck Lambert ismét engedélyt kap repülésre, ám a kisgép lezuhan, és mindkét pilóta belehal. A fivérek előtt tehát világossá válik, hogy a démon most a túlélőkre vadászik, később pedig az is világossá válik, hogy a szörnyeteg olyan embereket száll meg, akik félnek a repüléstől. Kiderül, hogy egy újabb túlélő, a stewardess Amanda Walker a tragédia óta szintén először fog repülőre szállni, ám mivel Winchesterék semmilyen trükkel nem tudják lebeszélni a nőt, kénytelenek ők is jegyet váltani és felszállni a járatra. Hogy legyőzze repülési félelmét, Dean saját készítésű, walkmanből átalakított EMF-mérő detektorával indul az utasok közé, hogy az elektromágneses frekvenciák segítségével rátaláljon a démonra, melyet végül meg is lel, a másodpilóta személyében. A férfit sikerül a fiúknak elfogniuk és egy rejtett "zugban" leteperniük, ám megjelenik Amanda, így az ő jelenléte alatt kezdenek bele a démonűzésbe. Sam módszere szerint, Bibliával és szentelt vízzel sikerül is kiűzniük a gonoszt, ami fekete füstoszlop formájaként elhagyja a fedélzetet, melynek mellékhatásaként a repülő eléggé megremeg. 
A történtek után Amadna megköszöni a fiúnak, hogy megmentették őt és a többi utas életét, a rendőröknek pedig valamiféle fedősztorit talál ki. A fivérek pedig ismételten továbbindulnak az Impalával, hogy megkeressék eltűnt apjukat...

## Természetfeletti lények

### Démon
A démonokat a folklórban, mitológiában és a vallásban egyaránt olyan természetfeletti lényként, gonosz szellemként írják le, melyeket meg lehet idézni, és irányítani is lehet. Közeledtüket általában elektromos zavarok jelzik, maguk mögött pedig ként hagynak.

## Időpontok és helyszínek
- 2005. november 19-25.

– Catasauqua, Pennsylvania
– Nazareth, Pennsylvania
– Lehigh Valley Repülőtér, Pennsylvania

## Zenék
- Black Sabbath – Paranoid
- Rush – Working Man
- Nichion Sounds Library – Load Rage

## Külső hivatkozások
- Supernatural-Phantom Traveler az Internet Movie Database oldalon (angolul)